# Obesogammarus crassus
Obesogammarus crassus är en kräftdjursart som först beskrevs av Georg Ossian Sars 1894.  Obesogammarus crassus ingår i släktet Obesogammarus, och familjen Gammaridae. Arten har ej påträffats i Sverige.